# Katrin Fröhlich
Katrin Fröhlich (* 18. August 1968 in West-Berlin; bürgerlich Katrin Fandrych) ist eine deutsche Schauspielerin, Hörspiel-, Hörbuch- und Synchronsprecherin, Dialogbuchautorin und Synchronregisseurin.

## Leben
Fröhlich ist die jüngere Schwester des Schauspielers und Synchronsprechers Andreas Fröhlich. Sie ist seit 1977 als Hörspiel- und Synchronsprecherin tätig und leiht ihre Stimme bekannten Schauspielkolleginnen wie Cameron Diaz, Gwyneth Paltrow, Heather Locklear und Virginie Efira.
Katrin Fröhlich ist heute hauptsächlich als Sprecherin und Synchronregisseurin tätig.
Fröhlich lebt in München, ist verheiratet und hat drei Kinder.
2025 trat Fröhlich in einem Video von Giuliana Jakobeits Youtube-Kanal auf, wo sie, unter anderem mit Claudia Urbschat-Mingues & Nico Sablik, eine Petition gegen KI Verdrängung von Synchronschauspielenden vorstellte.

## Theater, Film und Fernsehen
1985 war sie in dem Jugenddrama Dagmar als Protagonistin an der Seite ihres Bruders Andreas Fröhlich zu sehen. Als Schauspielerin wirkte sie auch in den Filmen Wer hat Angst vor rot, gelb, blau (1991) und Das Superweib (1996) nach Hera Lind mit, Gastauftritte hatte sie in den Fernsehserien Happy Holiday (1993) und Immer im Einsatz – Die Notärztin (1994).
Auf der Theaterbühne war sie zum Beispiel mit Heiner Lauterbach und Uwe Ochsenknecht in Ein seltsames Paar zu sehen, welches Ende 2002 in der Münchner Komödie im Bayerischen Hof aufgeführt wurde.
Auf dem Fernsehsender Das Vierte war sie in diversen Programm-Trailern zu hören. Zurzeit ist Katrin Fröhlich außerdem eine Stammsprecherin von Sky Deutschland.

## Synchronisation (Auswahl)

### Filme
Seit Mitte der 1980er Jahre synchronisierte Fröhlich zahlreiche Schauspielerinnen. So sprach sie beispielsweise Martha Plimpton in Die Goonies (1985), Sharon Stone in Triple Trouble (1988), Uma Thurman in Robin Hood – Ein Leben für Richard Löwenherz (1991), Rosie Perez in 2 Millionen Dollar Trinkgeld (1994), Mira Sorvino in Auf den ersten Blick (1999), Vittoria Belvedere in Augustus – Mein Vater der Kaiser (2003), Amanda Peet in So was wie Liebe (2005), Beyoncé Knowles in Dreamgirls (2007), Jennifer Esposito in Conspiracy – Die Verschwörung (2008), Cameron Diaz in The Green Hornet, Kristen Wiig in der Komödie Brautalarm (beide 2011) und Malgosha in Ein Minecraft Film (2025).

### Zugeordnete Schauspielerinnen
Katrin Fröhlich wird seit 1997 als Feststimme von Gwyneth Paltrow besetzt, als sie die Rolle der Protagonistin in Jane Austens Emma übernahm. Für die Schauspielerin Cameron Diaz wird sie seit der Komödie Verrückt nach Mary, die 1998 in Deutschland anlief, dauerhaft eingesetzt. Im selben Jahr sprach sie erstmals Heather Graham im Science-Fiction-Thriller Lost in Space und war danach wiederkehrend auf ihr zu hören. Weiterhin wird die indische Schauspielerin Preity Zinta nur von Fröhlich vertont, erstmals 2004 im erfolgreichen Bollywood-Film Lebe und denke nicht an morgen.
Darüber hinaus übernahm sie mehrmals die Synchronisation von Laura Linney, unter anderem in der Filmkomödie Dave (1993), im Oscar-nominierten Filmdrama You Can Count on Me (2000), im Mystery-Thriller Die Mothman Prophezeiungen (2002) und in der Literaturverfilmung Der Andere (2008). Auch für die Schauspielerin Kate Winslet war sie in einigen ihrer früheren Filme zu hören, mitunter 1996 in Herzen in Aufruhr, 1998 in Marrakesch, 2001 in Iris und 2004 in Wenn Träume fliegen lernen. Wiederkehrende Besetzung erfolgte auch für Mary-Louise Parker, beispielsweise als Peggy Blane in Goodbye Lover (1998), als Molly Graham in Roter Drache (2002), als Sarah Ross in R.E.D. – Älter, Härter, Besser (2010) und der Fortsetzung R.E.D. 2 (2013) sowie in der Miniserie Engel in Amerika von 2003.

### Serien
Mit sieben Jahren hatte Fröhlich ihre erste Serienhauptrolle als Synchronsprecherin für das Nesthäkchen Elizabeth in der amerikanischen Familienserie Die Waltons, welche im ZDF von 1975 bis 1981 ausgestrahlt wurde. Nach ihrem Umzug nach München sprach sie 1988 Courteney Cox als vorbestrafte Gloria mit telekinetischen Fähigkeiten in Die Spezialisten unterwegs, und in der 1989 vom ZDF produzierten Weihnachtsserie Laura und Luis lieh sie der Diebin Giuliana die deutsche Stimme.
Seit 1990 ist Fröhlich immer wieder in Comedy-Serien zu hören, erstmals in der australischen Familiensitcom Hey Dad! (1990–1997) als Debbie Kelly, in Sabrina – Total Verhext! (1997–2004) als Tante Hilda, für Heather Locklear von 2000 bis 2002 als Wahlkampfmanagerin Caitlin Moore in Chaos City (2000–2002), für Terry Farrell als Reggie in Becker (2001–2003), als Cindy Devlin in Immer wieder Jim (2004–2009), seit 2009 als Beth Campbell in Tripp’s Rockband und seit 2011 für Laura Linney als Cathy Jamison in The Big C. Des Weiteren spricht sie Sophie Kuczynski in der US-amerikanischen Sitcom 2 Broke Girls.
Auch in einigen Seifenopern der 1990er Jahre wurde sie besetzt, für Nicollette Sheridan als Paige Matheson im Dallas-Ableger Unter der Sonne Kaliforniens (1991–1995), erneut für Heather Locklear als intrigante Karrierefrau Amanda Woodward in Melrose Place (1993–2000) und dessen Neuauflage (2011) und 1996 als „Toni“ Marchette in der Erfolgsserie Beverly Hills, 90210.
Im Genre der Science-Fiction-, Fantasy- und Action-Serien hatte sie auch viele verschiedene Rollen. Sie sprach 1995 Rebecca Gayheart in Earth 2, Sabrina Lloyd als Wade Welles in Sliders – Das Tor in eine fremde Dimension (1997–2000) und Hudson Leick als Callisto in Xena – Die Kriegerprinzessin (1997–2000) mit Cross-Over Auftritten in Hercules. Die Haupt- und Titelrolle von Peta Wilson in der dramatischen Agentenserie Nikita (1999–2001) wurde von Fröhlich in der deutschen Übersetzung gesprochen. 2005 bis 2009 lieh sie Katee Sackhoff als draufgängerische Pilotin Starbuck in Battlestar Galactica ihre Stimme, so auch in Bionic Woman (2010). Sie vertonte Gretchen Egolf in Journeyman – Der Zeitspringer (2007) und Sofie Gråbøl in der dänischen, Emmy-nominierten Krimiserie Kommissarin Lund – Das Verbrechen (2008/2010). 2011 sprach sie in Human Target die neue Teilhaberin Ilsa Pucci für Indira Varma und in Mercy Krankenschwester Flanagan Callahan, gespielt von Taylor Schilling. Von 2012 bis 2017 synchronisierte sie Sasha Alexander als Gerichtsmedizinerin Dr. Maura Isles in Rizzoli & Isles, von 2015 bis 2016 Vanessa Valence als Kommissarin Frédérique „Fred“ Kancel in Profiling Paris. Außerdem ist sie als Mira in Steven Spielbergs Science-Fiction-Serie Terra Nova zu hören.
2018–2020 synchronisierte Fröhlich einmal mehr Gwendoline Christie als Captain Phasma in Star Wars Resistance.

### Trickfilme / Anime
1988 wirkte Katrin Fröhlich als April Eagle in der Anime-Serie Saber Rider mit, deren deutsche Fassung unter der Regie von Ekkehardt Belle viele versteckte Anspielungen auf die beteiligten Sprecher enthält. Zwei Jahre später stand sie erneut neben Belle im Studio, als sie Prinzessin Lana in der US-Zeichentrickserie Captain N vertonte.
In der Zeichentrickserie Tiny Toons sprach sie 1992 das pinkfarbene Kaninchen Babs Bunny, als Frau Schildkröte war sie in Franklin – Eine Schildkröte erobert die Welt (1999–2004) zu hören und 2000 in Die Dschungelbuch-Kids als junger Balu.
In der japanischen Abenteuer-Trickserie One Piece, die in Deutschland seit 2003 ausgestrahlt wird, sprach sie drei verschiedene Charaktere, nämlich den aus der Gefangenschaft befreite Corby, die übermütige Marinesoldatin Bellemere und das kleine Mädchen Yuki. In der auf Netflix im Jahr 2023 ausgestrahlten Live-Action-Serie One Piece übernahm sie erneut die Rolle der Bellemere.
2023 war Fröhlich in The Demon Sword Master of Excalibur Academy als Degrasse Alto zu hören (Seiken Gakuin no Makentsukai).
Auch in Disney-Produktionen nimmt sie wiederkehrend teil, in Kim Possible (2002–2007) sprach sie Shego, die bösartige Assistentin von Dr. Drakken, im Kinofilm Die Unglaublichen (2004) die Superheldin Elastigirl alias Helen Parr und in Tinkerbell (2008) und Tinkerbell – Die Suche nach dem verlorenen Schatz (2009) die Fee Mary.
Im Film Sausage Party – Es geht um die Wurst (2016) spricht sie das Hotdog-Brötchen Brenda.

### Dialogbuch/-regie
Als Synchronautorin verfasste sie im Jahr 2006 die deutschen Texte für das Drama Bis in alle Ewigkeit aus dem Hause Disney und führte dabei Dialogregie. 2009 übernahm sie die Verantwortung für die deutsche Fassung des Filmdramas Rachels Hochzeit, in der Anne Hathaway die labile, alkoholkranke Schwester spielte und dafür eine Oscar-Nominierung erhielt. Außerdem war sie 2009 verantwortlich für Buch und Regie der Komödien Selbst ist die Braut mit Sandra Bullock in der Hauptrolle, (Traum)Job gesucht mit Alexis Bledel, 2010 von Plan B für die Liebe mit Jennifer Lopez und von den Disney-Animationsfilmen Rapunzel – Neu verföhnt (2010) als auch Merida – Legende der Highlands (2012).
Als Dialogregissiseurin leitete sie im Jahr 2010 die deutschen Sprachaufnahmen des Kinderfilms Schwesterherzen – Ramonas wilde Welt mit Selena Gomez, der Comicverfilmung Whiteout mit Kate Beckinsale, 2011 der Komödie The Romantics mit Katie Holmes und 2012 des Tierschützerdramas Der Ruf der Wale mit Drew Barrymore.
Auch für Serien übersetzte sie Dialoge und leitete die deutschen Sprachaufnahmen. So war sie von 2003 bis 2007 für die deutsche Fassung von der Disney-Zeichentrickserie Kim Possible verantwortlich, 2004 für Kinderserie Hexe Lilli nach den Kinderbüchern von Knister und auch für einige Fernsehmehrteiler wie 2006 für die französische Krimiserie Dolmen – Das Sakrileg der Steine und 2009 für die kanadische Miniserie Guns – Der Preis der Gewalt mit Elisha Cuthbert in der Hauptrolle. Auch die Synchronisation des britischen Zweiteilers Die Schattenmacht – The State Within (2007) wurde von ihr geleitet, für das „herausragende Dialogbuch“ wurde sie 2008 für den Deutschen Preis für Synchron nominiert.

## Hörspiele und Hörbücher (Auswahl)
In der Hörspielreihe Die drei Fragezeichen sprach Katrin Fröhlich die Rolle der Allie Jamison, die sie im Jahr 1981 in den Folgen „… und die singende Schlange“ (25) und „… und die Silbermine“ (26) sprach. 2011 schlüpfte sie wieder in die Rolle der Allie in der Folge „… und die feurige Flut“ (148).
2004 übernahm sie diverse Gastrollen in der Gespenster-Krimi-Reihe (Folgen 1, 2, 4) des Lübbe-Audio-Verlages. Von 2005 bis 2015 war sie in der Hörspielreihe Geisterjäger John Sinclair desselben Labels als Pamela Scott (Lady X) zu hören, ein Mitglied der legendären Mordliga um Solo Morasso (Doktor Tod), der von Tilo Schmitz gesprochen wird. In dem Grusel-Hörspiel Psycho-Cop vertonte sie 2009 die Profikillerin Azucena in zwei Folgen.
Auch im Hörbuch-Bereich ist sie mittlerweile tätig. Für Lübbe Audio vertonte sie einige Historienromane, beispielsweise Die Philosophin (2004) von Peter Prange, Herrin der Lüge (2006) von Kai Meyer, Das vergessene Pergament (2006) von Philipp Vandenberg und Glencoe (2010) von Charlotte Lyne. Aus dem Bereich der Belletristik las sie Sommertau und Wolkenbruch (2007), Himmelblau und Rabenschwarz (2007) und Die Piratin (2008) vor.
Für den Audio Media Verlag sprach sie erstmals 2008 die fünfteilige Tierärztin Tilly Tierlieb-Reihe und 2011 den Kinder-Ratgeber Ich bin stark, ich sag laut Nein!. Seit 2009 interpretiert sie für dieses Label aus der Anne-Hertz-Serie die Romane Goldstück, Sternschnuppen, Trostpflaster und Sahnehäubchen.
2014 erschien das von Fröhlich und Uve Teschner gelesene Hörbuch Das Spiel der Nachtigall bei Argon Verlag (ISBN 978-3-7324-9145-2).
2020 las Katrin Fröhlich das die drei Fragezeichen-Hörbuch Die drei ??? und die singende Schlange ein (Europa).
Jeweils 2018 und 2021 las sie für den Hörverlag Michelle Obamas Biografien Becoming: Meine Geschichte und BECOMING – Erzählt für die nächste Generation als Hörbuch ein – ISBN 978-3-8445-2966-1/ISBN 978-3-8445-4335-3.
2022 las sie für der Hörverlag den Hörbuch-Download KaDeWe. Haus der Träume ein (von Marie Lacrosse, ISBN 978-3-8445-4649-1).
2023 las sie für der Hörverlag den Roman KaDeWe. Haus der Wünsche als Hörbuch-Download ein (von Marie Lacrosse, ISBN 978-3-8445-4650-7).
2024 las Fröhlich gemeinsam mit ihrem Bruder Andreas das Hörbuch Der fabelhafte Herr Blomster – Eine Schulübernachtung mit Überraschungen ein (cbj audio, ISBN 978-3-8371-6518-0).
Im Jahr 2025 las Katrin Fröhlich den Roman Montmartre - Licht und Schatten als Hörbuch-Download ein (der Hörverlag, ISBN 978-3-8445-5303-1).